# Gunnar Larsson (Schwimmer)

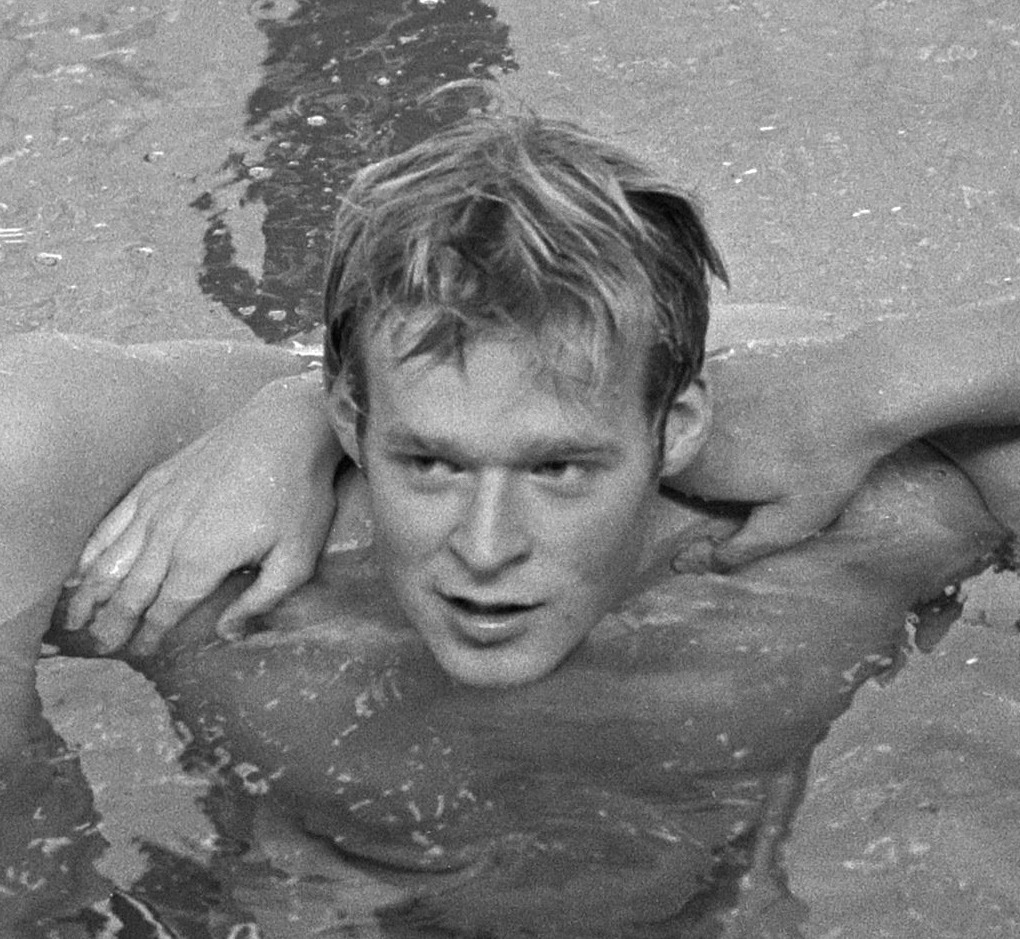
Gunnar Larsson (1970)

Gunnar Larsson (* 12. Mai 1951 in Malmö) ist ein ehemaliger schwedischer Schwimmer.

## Karriere
1970 gewann Larsson den Europameistertitel über 400 m Freistil, 200 m Lagen und 400 m Lagen. Für diese Leistung wurde er mit der Svenska-Dagbladet-Goldmedaille geehrt.
Bei den Olympischen Spielen 1972 in München wurde er sowohl über 200 m Lagen als auch über 400 m Lagen Olympiasieger. Den Wettbewerb über 400 m gewann er in der Zeit von 4:31,981 min vor dem Amerikaner Tim McKee mit 4:31,983 min – 1973 wurde die Tausendstelsekunde im Schwimmen wieder abgeschafft.
Bei den ersten Schwimmweltmeisterschaften 1973 in Belgrad wurde Larsson Weltmeister über 200 m Lagen.
1979 wurde er in die Ruhmeshalle des internationalen Schwimmsports aufgenommen.